# Anja Bergerhoff

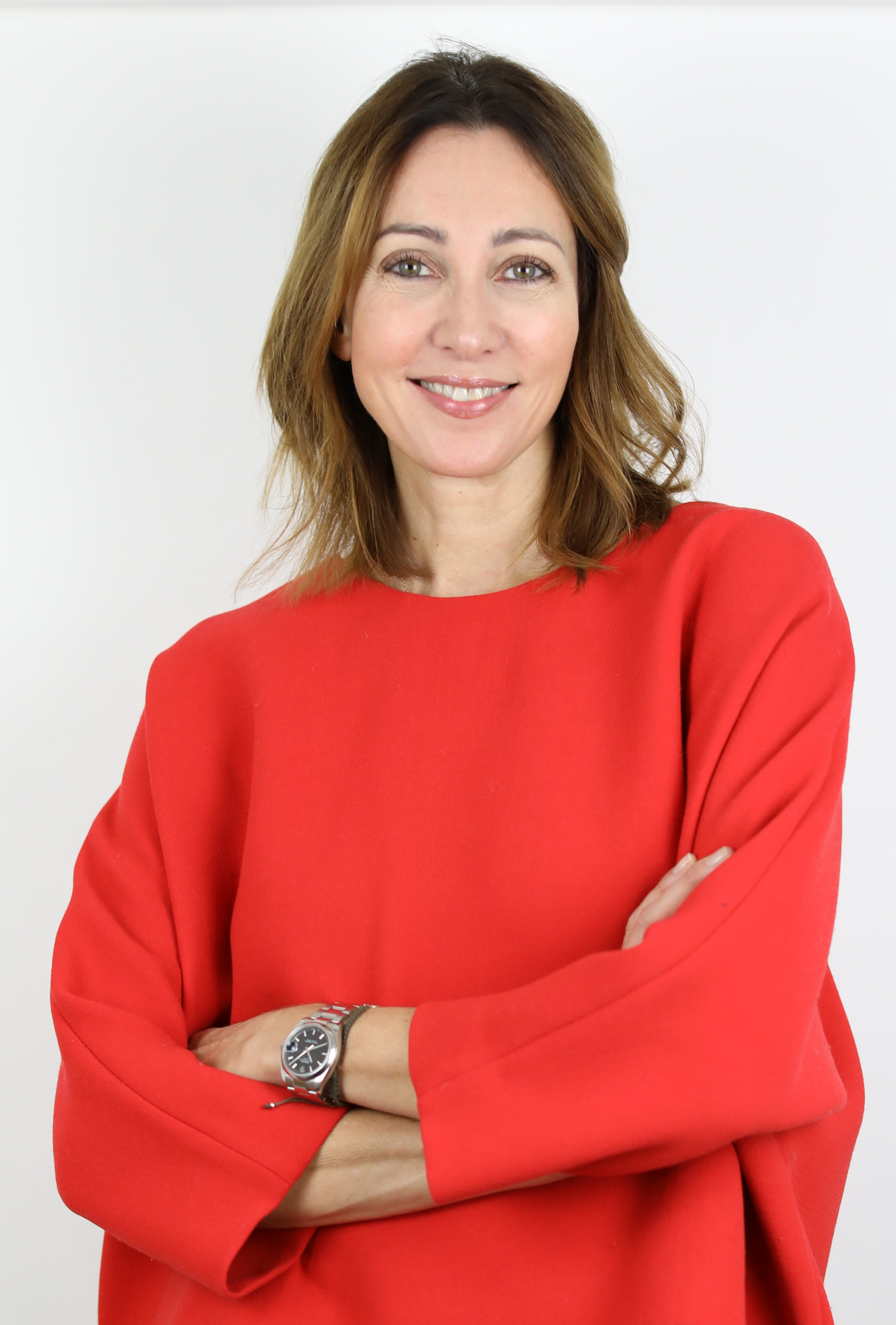
Anja Murjahn, 2019

Anja Murjahn (geboren am 30. Juni 1968 in Köln als Anja Bergerhoff) ist eine deutsche Fernsehmoderatorin, Journalistin und Unternehmerin.

## Leben und Karriere
Anja Bergerhoff wuchs in Köln auf und besuchte dort bis 1984 das Gymnasium. 1984 ging sie für ein Austauschjahr in die USA nach Michigan und machte dort 1985 ihren High-School-Abschluss. 1989 machte sie ihr Abitur an einem Kölner Gymnasium. Nach dem Abitur jobbte sie in einer Werbeagentur in Düsseldorf, in der Live Music Hall in Köln und als Model in Frankfurt und Düsseldorf. Ab 1992 studierte sie Germanistik, Anglistik und Geschichte in Köln.
Ihre TV-Karriere begann bei dem in Düsseldorf beheimateten Wetterkanal, der bis zum 29. Januar 1998 sendete. Dort moderierte sie von 1996 bis 1998. Bis zum Sommer 1999 war sie in der Sendung NRW am Mittag im WDR regelmäßig als Außenreporterin zu sehen. Vom 17. September 1999 bis zum 2. Juni 2000 war sie eine der Moderatoren der Freitag Nacht News bei RTL. Von Juni 2000 bis Juli 2005 moderierte sie bei 3sat die Sendung neues und beim HR die Sendung Nix wie raus. Von 2004 bis 2008 war sie Moderatorin der Sendung nano. Ab 2008 arbeitete sie freiberuflich als Werbetexterin und Autorin. Dabei verlagerte sie ihre beruflichen Schwerpunkte Technik und Wissenschaft zunehmend in Richtung Mode, Lifestyle und Nachhaltigkeit.
2017 machte sie sich gemeinsam mit einer Geschäftspartnerin selbständig und gründete die Sugar&Glory GmbH. 2019 eröffnete sie die Style Definery in Frankfurt.

## Privates
Von 1999 bis 2004 lebte Anja Bergerhoff in Berlin, wo sie ihren späteren Mann kennenlernte. Nach ihrer Heirat nahm sie seinen Nachnamen Murjahn an. Die Ehe wurde Anfang 2020 geschieden. Anja Murjahn hat drei Kinder.